# Al-Masudi
Al-Mas'udi (Arabisch: أبو الحسن علي بن الحسين بن علي المسعودي, Abu al-Ḥasan ʿAlī ibn al-Ḥusayn ibn ʿAlī al-Masʿūdī, Bagdad, 896 - Caïro, 956) was een Arabische historicus en geograaf. Soms wordt er aan hem gerefereerd als de Arabische Herodotus. Hij was een van de eerste die geschiedenis en geografie met elkaar combineerde in een grootschalig werk, De Weiden van Goud en Mijnen van Edelstenen.

## Biografie
Al-Masudi werd geboren in Bagdad en claimde dat hij een nazaat was van Abdullah ibn Masud, een metgezel van de profeet Mohammed. Al in zijn jeugdjaren had hij een buitengewone liefde voor leren. Zo studeerde hij vele onderwerpen, zoals geschiedenis en geografie, maar ook religie en natuurwetenschappen. Al-Masudi wilde niet alleen uit boeken leren, maar wilde ook uit eerste hand zelf kennis vergaren. Zo reisde hij naar Syrië, Iran, Armenië, naar de vallei van de Indus, Sri Lanka, Oman en de oostkust van Afrika tot aan Zanzibar.
In 922 keerde hij terug naar Basra en later verhuisde hij naar Damascus en naar Fustat. Aldaar schreef hij zijn tweede werk, Akhbār az-zamān, dat in totaal uit dertig verschillende delen bestond.

## Werk
In totaal zijn er meer dan twintig verschillende werken aan Al-Masudi toegeschreven, maar velen hiervan zijn verloren gegaan. De Akhbār az-zamān kan betiteld worden als een van de eerste encyclopedische wereldgeschiedenissen, waarin niet alleen de politieke geschiedenis werd beschreven maar ook andere facetten van de menselijke kennis. De Kitāb al-awsaṭ is waarschijnlijk een samenvatting van de Akhbār al-zamān. Door de grootschaligheid van zijn voorgaande werk raakte dat niet bekend in tegenstelling tot de Muruj adh-dhahab wa ma'adin al-jawhar, wat rond 943 verscheen, waarmee Al-Masudi een reputatie vestigde als een leidende historicus. Ibn Khaldun beschreef Al-Masudi enkele eeuwen later als de "imam van de historici".